# (25153) Tomhockey
(25153) Tomhockey est un astéroïde de la ceinture principale.

## Description
(25153) Tomhockey est un astéroïde de la ceinture principale. Il fut découvert le 16 septembre 1998 à la station Anderson Mesa par LONEOS. Il présente une orbite caractérisée par un demi-grand axe de 2,45 UA, une excentricité de 0,10 et une inclinaison de 9,3° par rapport à l'écliptique.
En 2017, cet astéroïde a été nommé Tomhockey en l'honneur du docteur Thomas Hockey, professeur d'astronomie à l'Université de l'Iowa, membre de la société royale d'astronomie (SRA), ainsi que de l'union astronomique internationale ( UAI).